# Swarming

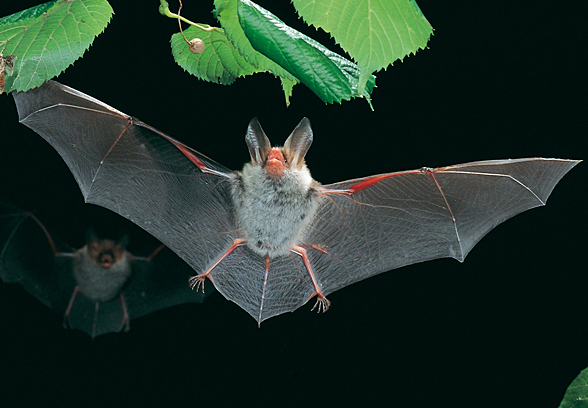
Le Murin de Bechstein (Myotis bechsteinii), une des chauves-souris européennes présentant le comportement de swarming.

Le swarming, parfois francisé en « essaimage », est un comportement observé chez les chauves-souris de l'Holarctique. Il consiste en un regroupement de centaines d'individus, appartenant parfois à de multiples espèces, en un même endroit appelé « site de swarming » et pouvant consister en un gouffre, un tunnel ou d'autres sortes de cavités. Les chauves-souris s'y rendent une à deux heures après le coucher du soleil, à la fin de l'été et au début de l'automne, mais certaines espèces forment également de tels regroupements au printemps.
Ces grands rassemblements ont la particularité de regrouper essentiellement des mâles (autour de 80 % des individus observés), et d'avoir un grand renouvellement d'individus d'une nuit sur l'autre. En outre, la diversité génétique observée sur ces sites est plus grande que celle mesurée dans les colonies de reproduction environnantes,. Pour ces raisons, ils sont probablement le lieu du brassage génétique pour des espèces relativement sédentaires, et où les femelles viennent choisir leur partenaire sexuel, ce qui leur vaut d'être parfois comparés à des « boîtes de nuit ».
En Europe, le swarming est pratiqué par certains oreillards (Plecotus auritus), certains murins (Myotis bechsteinii, M. nattereri, M.daubentonii, M. mystacinus, M. alcathoe, M. myotis) et certaines pipistrelles (Pipistrellus pipistrellus). Chez d'autres espèces, même coloniales, de tels rassemblements ne sont pas connus.